# Víctor Valero Valero
Víctor Valero Valero (València, 13 d'abril de 1958) és un artista faller, il·lustrador i pintor. Va estudiar Belles Arts a l'antiga Escola de Sant Carles i va obtindre el títol el 1983. Simultanejant els seus estudis artístics, va entrar a treballar en el taller que Virgilio Torrecilla tenia a la Ciutat de l'Artista Faller, on va aprendre els primers conceptes sobre la creació de falles.
En 1983, aconsegueix realitzar la seua primera falla infantil per a la comissió on va pertànyer, durant la seua infantesa i primera adolescència, Dalt-Sant Tomeu que, malgrat estar signada com la comissió, va fer íntegrament.
En 1984 aconsegueix els seus primers contractes amb les comissions Ripalda-Soguers i Mendizabal-Godella de Burjassot amb els quals obté el carnet d'artista faller infantil del Gremi d'Artistes Fallers de València i el ninot indultat infantil de les falles de Burjassot en aquest mateix any.
Després d'aquestes experiències en la creació de falles inicia un període de 10 anys dedicats a la il·lustració i el disseny gràfic i no serà fins a 1994 quan torne a signar la falla infantil de Misser Rabasa-Poeta Maragall, treballant en la realització de falles infantils i grans, amb el que va concloure, per tant, la seua excedència del Gremi d'Artistes Fallers per a iniciar un període majorment extens de falles i de represa d'altres activitats artístiques, com la il·lustració, la pintura i altres noves com l'art urbà.

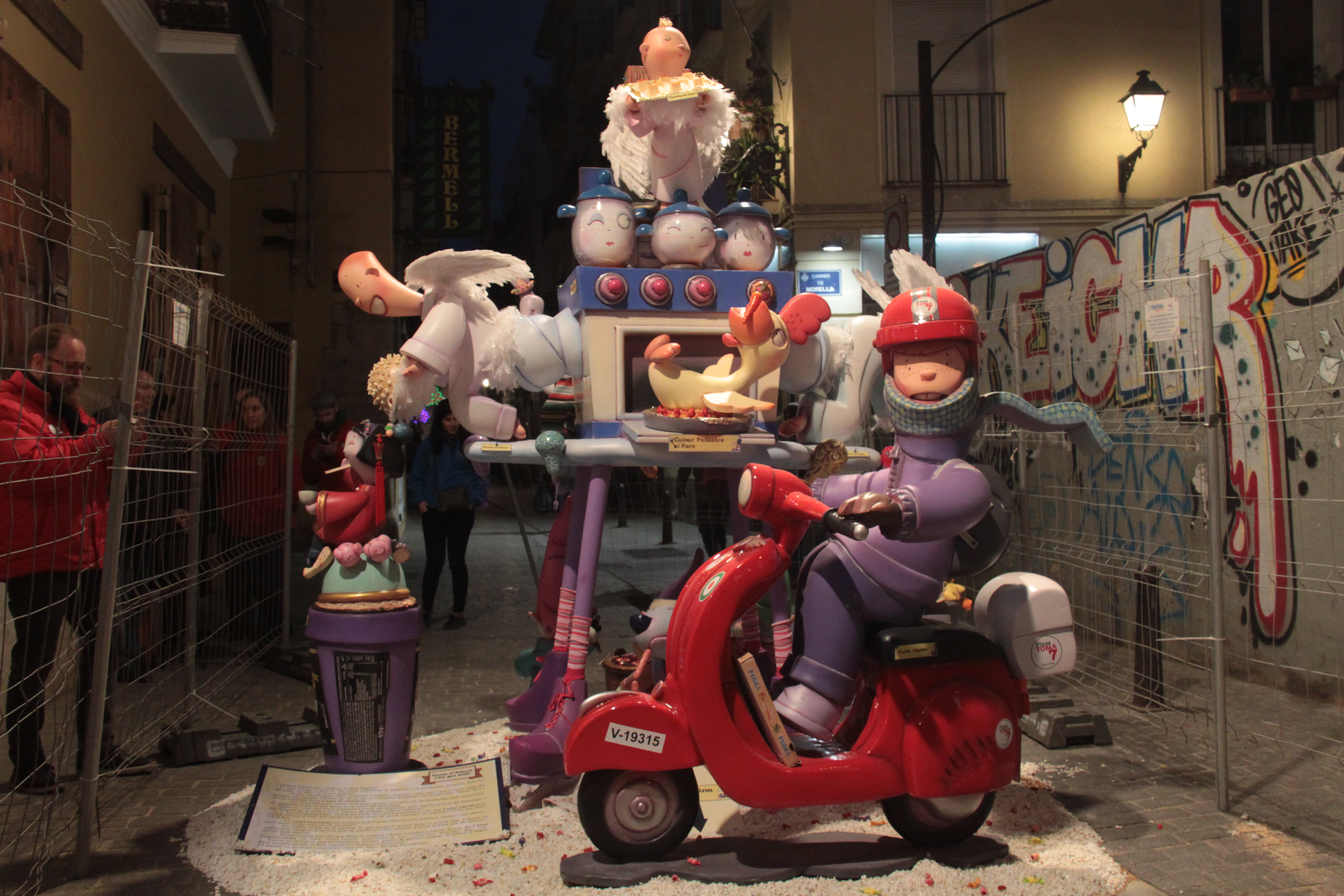
"Xe que bo! (Una Cuina d'Altura)", de Víctor Valero per la Falla infantil 2015 de la comissió Dalt-Sant Tomeu

Al llarg dels anys ha col·laborat en el disseny i il·lustració de llibrets per a comissions com la de Associació Cultural Fallera Na Jordana creant la seua mascota la Jordaneta Beibi i també ha col·laborat amb Miguel Santaeulalia en el disseny d'escenes per a falles com a "Ull que l'estan pentinant" i “El verí del teatre”. També va esbossar dues falles per a Manolo Martín, una d'elles destinada a la commemoració de l'aniversari del supermercat Nusico, que no va arribar a materialitzar-se, i la falla per la comissió Universitat Vella-Plaça de Partriarca al 1992.
A partir dels projectes realitzats per a les seues falles, ha organitzat exposicions col·lectives de caràcter temàtic i la seua subhasta amb fins solidaris, sent beneficiàries diferents ONG i associacions de la ciutat de València. També ha participar en altres iniciatives artístiques dins del grup "Projecte Encés" o l'exposició "Màscares". del mateix col·lectiu.
La seua signatura ha anat evolucionant al llarg de quasi 40 anys de professió, sent primer Valero Bis, Víctor Valero, Marc Martell sobretot en la il·lustració, falles i pintura en períodes que van des d'últims dels 70 fins 2018.
Eixe 2018 marca un temps de reflexió i reinici on l'artista passa del pseudònim "Marc Martell" a l'actual "Mister Changa", citant de la seua producció "La petro", falla infantil de la comissió Castielfabib-Marqués de Sant Joan, el 2019; i "Sense, sense" -gran-, "Patinant el futur" i "El món en samarreta" -infantils-, per a Alta-Sant Tomàs, el 2023 i 2024.
El març de 2025 va plantar la seua darrera falla "Finals", en la citada Alta-Sant Tomàs, en el seu barri del Carme natal, la comissió de la qual fou membre quan era xiquet i on feu el seu debut amb la falleta "La nova generació", en 1983.
Actualment és coordinador de la Falla Silvestre, des de 2016, i del València Paste Up Festival, des de 2024.